# مجموعة الأمم المتحدة للتنمية المستدامة
مجموعة الأمم المتحدة للتنمية المستدامة (بالإنجليزية: United Nations Sustainable Development Group)‏ ويطلق عليها اختصاراً UNSDG، التي كانت في السابق مجموعة الأمم المتحدة للتنمية (UNDG) ، هي اتحاد يضم 36 صندوقًا من برامج الأمم المتحدة وبرامجها ووكالاتها المتخصصة وإداراتها ومكاتبها التي تلعب دوراً في التنمية. أنشأه الأمين العام للأمم المتحدة من أجل تحسين فعالية أنشطة الأمم المتحدة الإنمائية على المستوى القطري.
وتتمثل أولوياتها الإستراتيجية في الاستجابة إلى الاستعراض الشامل للسياسات الذي يجرى كل ثلاث سنوات (TCPR) - والذي أصبح في عام 2008 الاستعراض الشامل للسياسات الذي يُجرى كل أربع سنوات (QCPR) - وأولويات التنمية العالمية، بالإضافة إلى ضمان أن يصبح نظام الأمم المتحدة الإنمائي أكثر تركيزًا وتماسكًا داخليًا. تعطي الأولويات الإستراتيجية لمجموعة الأمم المتحدة الإنمائية توجيهًا لجهود أعضاء المجموعة على المستوى العالمي والإقليمي والقطري لتسهيل التغيير التدريجي في جودة وتأثير دعم الأمم المتحدة على المستوى القطري. في الوقت الحالي، تعد المجموعة واحدة من الجهات الفاعلة الرئيسية في الأمم المتحدة المشاركة في تطوير خطة التنمية لما بعد عام 2015 . تم تغيير اختصار الاسم من (UNDG) ل (UNSDG) في يناير 2018.

## العضوية
فيما يلي جميع أعضاء UNSDG ، اعتبارًا من مارس 2019:
- منظمة الأغذية والزراعة (الفاو)
- الصندوق الدولي للتنمية الزراعية
- منظمة العمل الدولية (ILO)
- المنظمة الدولية للهجرة
- مركز التجارة الدولية (ITC)
- الاتحاد الدولي للاتصالات (ITU)
- مكتب المفوض السامي لحقوق الإنسان (OHCHR)
- برنامج الأمم المتحدة المشترك المعني بفيروس نقص المناعة البشرية / متلازمة نقص المناعة المكتسب (الإيدز)
- مؤتمر الأمم المتحدة للتجارة والتنمية (الأونكتاد)
- إدارة الشؤون الاقتصادية والاجتماعية بالأمم المتحدة (UN DESA)
- برنامج الأمم المتحدة الإنمائي / متطوعو الأمم المتحدة (UNV)
- إدارة الأمم المتحدة للشؤون السياسية وبناء السلام (UN DPA)
- لجنة الأمم المتحدة الاقتصادية لأفريقيا (UN ECA)
- لجنة الأمم المتحدة الاقتصادية لأوروبا
- مفوضية الأمم المتحدة الاقتصادية لأمريكا اللاتينية وجزر الكاريبي (UN ECLAC)
- برنامج الأمم المتحدة للبيئة (UNEP)
- لجنة الأمم المتحدة الاقتصادية والاجتماعية لآسيا والمحيط الهادئ (UN ESCAP)
- منظمة الأمم المتحدة للتربية والعلم والثقافة (اليونسكو)
- لجنة الأمم المتحدة الاقتصادية والاجتماعية لغربي آسيا (الإسكوا)
- صندوق الأمم المتحدة للسكان
- برنامج الأمم المتحدة للمستوطنات البشرية (موئل الأمم المتحدة)
- مفوض الأمم المتحدة السامي لشؤون اللاجئين (UNHCR)
- منظمة الأمم المتحدة للطفولة (اليونيسيف)
- منظمة الأمم المتحدة للتنمية الصناعية (اليونيدو)
- مكتب الأمم المتحدة للحد من مخاطر الكوارث (UNISDR)
- مكتب الأمم المتحدة المعني بالمخدرات والجريمة (UNODC)
- مكتب الأمم المتحدة لخدمة المشروعات (UNOPS)
- مكتب الأمم المتحدة لدعم بناء السلام في غينيا بيساو (UN PBSO)
- وكالة الأمم المتحدة لإغاثة وتشغيل اللاجئين الفلسطينيين في الشرق الأدنى (الأونروا)
- هيئة الأمم المتحدة للمساواة بين الجنسين وتمكين المرأة (هيئة الأمم المتحدة للمرأة)
- منظمة السياحة العالمية التابعة للأمم المتحدة (UNWTO)
- برنامج الأغذية العالمي
- منظمة الصحة العالمية (WHO)
- المنظمة العالمية للأرصاد الجوية (WMO)

لدى المنظمات التالية تأكيد للعضوية في UNSDG ، اعتبارًا من مارس 2019:
- الوكالة الدولية للطاقة الذرية
- منظمة الطيران المدني الدولي (ICAO)
- المنظمة البحرية الدولية (IMO)
- مكتب تنسيق الشؤون الإنسانية (OCHA)
- الاتحاد البريدي العالمي (UPU)
- المنظمة العالمية للملكية الفكرية (الويبو)

## روابط خارجية
- الموقع الرسمي